# زوبن
سوبن (به آلمانی: Suben) یک منطقهٔ مسکونی در اتریش است که در ناحیه شاردینگ واقع شده‌است. سوبن ۶٫۴۱ کیلومتر مربع مساحت دارد ۳۲۹ متر بالاتر از سطح دریا واقع شده‌است.

## خواهرخوانده
شهر شتامسرید خواهرخواندهٔ سوبن هست.